# Жалгызтобинский сельский округ
Жалгызтоби́нский се́льский окру́г (каз. Жалғызтөбе ауылдық округі) — административная единица в составе Байзакского района Жамбылской области Казахстана.
Административный центр — село Жетыбай.

## География
Административно-территориальное образование расположено в западной части Байзакского района. В состав сельского округа входят 3 населённый пункта.
Площадь территории сельского округа составляет — 14,93 км². Из них пашня — 0,84 км² (5,63 %; орошаемое — 0,84 км²), многолетние насаждения — 0,07 км² (0,47 %), пастбища — 11,47 км² (76,83 %), древесно-кустарниковые угодья, не относящиеся к государственному лесному фонду — 0,01 км² (0,07 %), подводные земли — 0,46 км² (3,08 %), земли под площадями дорог и улиц — 1,64 км² (10,98 %), земли под строительством — 0,11 км² (0,74 %), прочие земли — 0,33 км² (2,21 %).

## История
В 1989 году существовал как Жалгизтобинский сельсовет, в составе трёх населённых пунктов: Новоивановка (ныне — Жетыбай, административный центр), Аккия, Енбек.
Постановлением Пpезидиума Веpховного Совета Республики Казахстан от 4 мая 1993 года «Об упоpядочении тpанскрибиpования на pусском языке казахских топонимов, наименовании и пеpеименовании отдельных администpативно-теppитоpиальных единиц Республики Казахстан», — село Новоивановка было переименовано в село Жетыбай.
Постановлением Президиума Верховного Совета Республики Казахстан от 7 октября 1993 года № 2410-XII «Об упорядочении транскрибирования на русском языке казахских топонимов, наименовании и переименовании отдельных административно-территориальных единиц Республики Казахстан», — село Енбек было переименовано в село Сенкибай.
В периоде 1991—1998 годов сельсовет был преобразован в сельский округ в соответствии с реформами административно-территориального устройства Республики Казахстан.
Постановлением акимата Жамбылской области от 4 декабря 2015 года № 294 и решением маслихата Жамбылской области от 14 декабря 2015 года № 43-9 «Об изменении границы (черты) Бурылского, Жалгизтюбинского и Мырзатайского сельских округов Байзакского района Жамбылской области»:
- из состава Жалгизтобинского сельского округа было выведено село Сенкибай общей площадью 141 гектар и было присоединено в состав Мырзатайского сельского округа;
- из состава Бурылского сельского округа в состав Жалгизтобинского сельского округа было переведено село Торткул общей площадью в 658 гектар.

## Население
| Численность населения | Численность населения | Численность населения |
| 1989                  | 1999                  | 2009                  |
| --------------------- | --------------------- | --------------------- |
| 2957                  | ↗3284                 | ↘3269                 |

## Состав
| № | Населённый пункт | Тип населённого пункта       | Население, 1989 | Население, 1999 | Население, 2009 |
| - | ---------------- | ---------------------------- | --------------- | --------------- | --------------- |
| 1 | Аккия            | село                         | 653             | ↘640            | ↘626            |
| 2 | Жетыбай          | село, административный центр | 1 587           | ↗1 986          | ↘1 945          |
| 3 | Сенкибай         | село, передано               | 717             | ↘658            | ↗698            |